# Palisota hirsuta
Palisota hirsuta är en himmelsblomsväxtart som först beskrevs av Carl Peter Thunberg, och fick sitt nu gällande namn av Karl Moritz Schumann. Palisota hirsuta ingår i släktet Palisota och familjen himmelsblomsväxter. Inga underarter finns listade.

## Utbredning
Artens utbredningsområde är västra och västcentrala tropiska Afrika.